# KBS 드라마시티
《드라마시티》(Drama City)는 그 기원과 역사 등이 1997년 11월 30일에서부터 이후 2008년 3월 29일까지 십수여해 방송되었던 단막극 드라마 프로그램이다.

## 방송 일정
| 방송 채널                          | 방송 기간                          | 방송 시간                     |
| KBS 2TV                            |                                    |                               |
| ---------------------------------- | ---------------------------------- | ----------------------------- |
| KBS 2TV                            | 2000년 5월 3일 ~ 2001년 4월 11일   | 매주 수요일 밤 11:00 ~ 12:10  |
| KBS 2TV                            | 2001년 5월 6일 ~ 2002년 3월 31일   | 매주 일요일 밤 10:40 ~ 11:50  |
| KBS 2TV                            | 2002년 4월 7일 ~ 2002년 7월 14일   | 매주 일요일 밤 11:00 ~ 12:10  |
| KBS 2TV                            | 2002년 7월 21일 ~ 2002년 10월 27일 | 매주 일요일 밤 10:50 ~ 12:00  |
| KBS 2TV                            | 2002년 11월 3일 ~ 2003년 6월 15일  | 매주 일요일 밤 10:00 ~ 11:10  |
| KBS 2TV                            | 2003년 6월 24일 ~ 2003년 10월 28일 | 매주 화요일 밤 11:05 ~ 12:15  |
| KBS 2TV                            | 2003년 11월 9일 ~ 2004년 5월 2일   | 매주 일요일 오전 9:50 ~ 11:00 |
| KBS 2TV                            | 2004년 5월 9일 ~ 2004년 10월 31일  | 매주 일요일 밤 11:10 ~ 12:20  |
| KBS 2TV                            | 2004년 11월 7일 ~ 2005년 5월 1일   | 매주 일요일 밤 11:15 ~ 12:25  |
| KBS 1TV                            |                                    |                               |
| 2005년 5월 7일 ~ 2005년 10월 22일  | 매주 토요일 밤 11:00 ~ 12:10       |                               |
| KBS 2TV                            |                                    |                               |
| 2005년 11월 5일 ~ 2006년 2월 25일  | 매주 토요일 밤 11:05 ~ 12:15       |                               |
| 2006년 3월 4일                     | 토요일 밤 10:55 ~ 12:05            |                               |
| 2006년 3월 11일                    | 토요일 밤 11:05 ~ 12:15            |                               |
| 2006년 3월 18일 ~ 2006년 12월 16일 | 매주 토요일 밤 11:15 ~ 12:25       |                               |
| 2007년 1월 6일 ~ 2007년 11월 17일  | 매주 토요일 밤 11:25 ~ 12:35       |                               |
| 2007년 11월 24일 ~ 2008년 3월 29일 | 매주 토요일 밤 11:35 ~ 12:45       |                               |

## 작품 리스트
|  | - 아래의 텔레비전 드라마 중 2002년 11월 이후에 시청 가능 연령을 표시하는 드라마 등급 제도를 의무적으로 시행하고 있습니다. - 2017년 3월 1일부터 TV 프로그램 등급 표시 외에 주제, 폭력성, 선정성, 언어, 모방 위험 등 분류 사유 표시를 의무적으로 시행하고 있습니다. |

### 2000년
| 회차 | 방영일    | 제목                        | 출연자 | 각본          | 연출   | 영상 |
| ---- | --------- | --------------------------- | --- | ------------- | ------ | ---- |
| 1    | 5월 3일   | 벚꽃나무 아래서             | 이창훈, 박상아, 박정철, 박정수, 박시은, 안성민, 박현숙, 구본영, 조병곤, 이창훈                                   | 강윤경        | 배경수 |      |
| 2    | 5월 24일  | 5월에서 5월까지             | 우희진, 김명수, 송선미, 박광현, 강양화                                                                           | 김민주        |        |      |
| 3    | 5월 31일  | 바람둥이 친구와 그의 아내   | 김의성, 홍일권, 나경미                                                                                           | 박성진        | 김명욱 |      |
| 4    | 6월 7일   | 누가 백만장자와 결혼하는가? | 김상경, 허영란, 장태성, 권이지, 최종원, 김하균, 배도환                                                           | 김윤영        | 신창석 |      |
| 5    | 6월 14일  | 나는 왜 너를 사랑할까?      | | 김미경        |        |      |
| 6    | 6월 21일  | 첫사랑                      | 조안, 정찬, 박웅, 전양자, 김해숙, 조은숙, 김순경, 장세래, 전인택, 유병준, 이계영, 독고영재, 박원숙               | 조정선        | 홍성덕 |      |
| 7    | 6월 28일  | 서정시대                    | | 김도우        |        |      |
| 8    | 7월 5일   | 감포비가(甘浦悲歌)          | 박용하, 박은혜                                                                                                   | 정성희        | 배경수 |      |
| 9    | 7월 12일  | 소풍                        | | 정성희        | 문보현 |      |
| 10   | 7월 19일  | 데칼코마니                  | | 박성진        | 이원익 |      |
| 11   | 7월 26일  | 괴상한 신혼여행             | | 김윤영        | 김명욱 |      |
| 12   | 8월 2일   | 아틀란티스의 여인           | 이민영, 홍경민                                                                                                   | 김차애 조정선 | 정해룡 |      |
| 13   | 8월 9일   | 고문                        | 나한일, 김기연, 안홍진                                                                                           | 이상준        | 이재영 |      |
| 14   | 8월 16일  | 숨비소리                    | 추상미, 최재성, 김지영, 김규철                                                                                   | 박희숙        | 신창석 |      |
| 15   | 8월 23일  | 얼음도시                    | 염정아, 정은표, 최철호, 김정균, 명계남, 김학철, 박광정, 서학, 최창화, 정휘석, 손현주(우정출연), 김나운(우정출연) | 김지우        | 황의경 |      |
| 16   | 8월 30일  | 제로섬 게임                 | | 박혜경        | 이교욱 |      |
| 17   | 9월 6일   | 파혼전야                    | 이정섭, 권은아, 신충식, 서승현, 최준용, 김정균, 이한위, 최정원                                                   | 진주현        | 배경수 |      |
| 18   | 9월 20일  | 꽃상여                      | 이덕희, 김윤정, 김나운, 원미원, 박지미, 장수혜                                                                   | 전유정        | 이원익 |      |
| 19   | 9월 27일  | 날개                        | | 류갑열        | 최지영 |      |
| 20   | 10월 4일  | 동시상영                    | 김보경, 최성국, 안성헌                                                                                           | 문은아        | 김명욱 |      |
| 21   | 10월 11일 | 내 사랑 나비부인            | | 조정선        | 정해룡 |      |
| 22   | 10월 18일 | 오발탄                      | | 유현미        | 이재영 |      |
| 23   | 10월 25일 | 소년, 빈집을 지키다         | | 황혜경        | 황의경 |      |
| 24   | 11월 8일  | 그대의 찬 손                | 유호정, 김일우                                                                                                   | 구지숙        | 표민수 |      |
| 25   | 11월 15일 | 별이 뜨는 오후              | | 김종현        | 김종창 |      |
| 26   | 11월 22일 | 순정만화처럼                | 박지영, 조인성, 이청, 김민주, 한진주, 허정규, 이민호                                                             | 신혜진        | 전기상 |      |
| 27   | 11월 29일 | 낡은 기억 속의 탱자나무     | | 김성희        | 이덕건 |      |
| 28   | 12월 6일  | 고독이 머무는 자리          | 김일우, 이승신                                                                                                   | 전유정        | 기민수 |      |
| 29   | 12월 13일 | 겨울 신기루                 | | 연미정        | 김철규 |      |
| 30   | 12월 20일 | 12월 이야기                 | | 류갑열        | 최지영 |      |

### 2001년
| 회차 | 방영일    | 제목                         | 출연자                                                                         | 각본   | 연출   | 영상 |
| ---- | --------- | ---------------------------- | ------------------------------------------------------------------------------ | ------ | ------ | ---- |
| 31   | 1월 3일   | 라몬으로 가는 지도           | 천호진,장서희,남성진                                                           | 이향희 | 정해룡 |      |
| 32   | 1월 10일  | C.S – 흉부외과               |                                                                                | 김지연 | 황의경 |      |
| 33   | 1월 17일  | 자전거 도둑                  |                                                                                | 박성진 |        |      |
| 34   | 1월 31일  | 수갑과 바나나                |                                                                                | 박성진 |        |      |
| 35   | 2월 7일   | 그는 나를 사랑했을까?        |                                                                                | 연미정 | 김철규 |      |
| 36   | 2월 14일  | 2월 이야기                   |                                                                                | 김지연 | 최지영 |      |
| 37   | 2월 21일  | 백수클럽                     |                                                                                | 김태관 |        |      |
| 38   | 2월 28일  | 어떤 도둑                    |                                                                                | 연미정 |        |      |
| 39   | 3월 7일   | 목욕탕의 세 여자             |                                                                                | 최수정 |        |      |
| 40   | 3월 14일  | 포구(浦口)                   |                                                                                | 이해정 |        |      |
| 41   | 3월 28일  | 자장면                       |                                                                                | 김종현 | 김철규 |      |
| 42   | 4월 4일   | 파란                         |                                                                                | 박영숙 | 최지영 |      |
| 43   | 4월 11일  | 여자교도소 이야기            |                                                                                | 이흥주 |        |      |
| 44   | 5월 6일   | 남자 바로 세우기             |                                                                                | 노율   |        |      |
| 45   | 5월 13일  | 복사꽃 필 무렵               |                                                                                | 김지요 | 전성홍 |      |
| 46   | 5월 20일  | 깡패 아빠                    |                                                                                | 김균태 | 이교욱 |      |
| 47   | 5월 27일  | 설렘                         |                                                                                | 홍영희 | 윤석호 |      |
| 48   | 6월 3일   | 비행                         |                                                                                |        |        |      |
| 49   | 6월 10일  | 아이스크림                   |                                                                                | 류갑열 |        |      |
| 50   | 6월 17일  | 러브 미 텐더                 | 송승환, 김지연, 조인성, 조양자, 이동훈, 나성균, 김호림, 정휘석, 유순관         | 이기원 | 이원익 |      |
| 51   | 6월 24일  | 돌아보면.. 그가 있다         |                                                                                | 박후정 | 김철규 |      |
| 52   | 7월 1일   | 사랑하라, 희망없이           | 임경옥, 공효진, 최재원, 서지석                                                 | 유은미 | 이형민 |      |
| 53   | 7월 8일   | 윤사월                       | 염정아, 정성환, 나문희, 추소영, 이지형, 정원중, 이잎새                         | 이선희 | 배경수 |      |
| 54   | 7월 15일  | 밀짚모자                     |                                                                                | 김미경 | 이재상 |      |
| 55   | 7월 22일  | 남편을 죽이는 서른 가지 방법 |                                                                                |        |        |      |
| 56   | 7월 29일  | 배달의 기수                  |                                                                                | 김균태 | 이교욱 |      |
| 57   | 8월 5일   | 도시괴담 - 죽은 자의 노래    | 서태화, 김가연, 하리수                                                         |        |        |      |
| 58   | 8월 12일  | 도시괴담 - 비명              | 박용우, 김채연, 안재환, 송수영, 이현균, 고호경, 장태성, 김재인, 김기현, 유태웅 |        |        |      |
| 59   | 8월 19일  | 도시괴담 - 악령의 무대       | 최정윤, 윤찬, 이지선, 성지루                                                   |        |        |      |
| 60   | 8월 26일  | 도시괴담 - 사령              | 변정수, 정재곤, 김정난, 심형탁                                                 |        |        |      |
| 61   | 9월 2일   | 마담 마드모아젤              |                                                                                | 박영숙 | 최지영 |      |
| 62   | 9월 9일   | 마담 마드모아젤              |                                                                                | 박영숙 | 최지영 |      |
| 63   | 9월 16일  | 밤티마을 큰돌이              |                                                                                | 김원석 | 이원익 |      |
| 64   | 9월 23일  | 밤티마을 큰돌이              |                                                                                | 김원석 | 이원익 |      |
| 65   | 10월 7일  | 사랑, 두 가지 표정           |                                                                                | 김지연 | 김철규 |      |
| 66   | 10월 14일 | 착한 남자, 이영우            | 이서진, 김여진, 황범식, 허정규, 최정원, 김준모, 김애란                         | 이흥주 | 이형민 |      |
| 67   | 10월 21일 | 울할매, 말란이               |                                                                                | 유윤경 | 한철경 |      |
| 68   | 10월 28일 | 달리기                       |                                                                                |        | 배경수 |      |
| 69   | 11월 4일  | Thanks to                    |                                                                                | 김도우 | 이재상 |      |
| 70   | 11월 11일 | 나는 비밀을 안다             |                                                                                | 최수정 | 이건준 |      |
| 71   | 11월 18일 | 술래잡기                     | 박진성, 구본승, 이동욱, 김해숙, 손종범                                         | 이필혁 | 김원용 |      |
| 72   | 11월 25일 | 동창생                       |                                                                                | 김지우 | 박찬홍 |      |
| 73   | 12월 2일  | 동행                         | 최수린, 김승환, 임경옥, 이한위, 이원희, 송수영                                 | 전보경 | 전기상 |      |
| 74   | 12월 9일  | 슬픈 하와이                  | 서우림, 장미자, 박웅, 이춘식, 윤지숙, 정국진                                   | 김채운 | 김형일 |      |
| 75   | 12월 16일 | 오메! 징한거!                |                                                                                | 정현정 | 이강현 |      |
| 76   | 12월 23일 | 오후 3시의 사랑              |                                                                                | 유현미 | 김평중 |      |

### 2002년
| 회차 | 방영일    | 제목                               | 출연자                                                                                         | 각본   | 연출   |
| ---- | --------- | ---------------------------------- | ---------------------------------------------------------------------------------------------- | ------ | ------ |
| 77   | 1월 6일   | 여기를 보세요                      | 조민기, 김현주, 송재호, 신지수                                                                 | 이선희 | 배경수 |
| 78   | 1월 13일  | 깡패아빠 2                         | 김영호, 김지영, 선동혁, 황원종                                                                 | 김균태 | 이교육 |
| 79   | 1월 20일  | 천국보다 기쁜                      | 오승현, 이동욱, 박형재, 김혜란                                                                 | 이경희 | 이건준 |
| 80   | 1월 27일  | 그는 한강대교를 가지 않았다        | 이상인                                                                                         | 가성진 | 김원용 |
| 81   | 2월 3일   | 계약 결혼                          | 이형철, 나경미, 김혜옥                                                                         | 박영숙 | 최지영 |
| 82   | 2월 17일  | 황금물고기                         | 임동진, 선우은숙, 최용민, 최민용, 김형종, 임예원                                               | 김지우 | 박찬홍 |
| 83   | 2월 24일  | 그녀가 사랑하다 지쳐               | 노현희                                                                                         | 유현미 | 김평중 |
| 84   | 3월 10일  | 마누라가 수상해                    | 김정균, 조혜련, 윤철영, 김하균                                                                 | 유현미 | 이교욱 |
| 85   | 3월 17일  | 사랑 거짓말 그리고 비디오테이프    | 임호, 유혜정, 박은혜, 변은정                                                                   | 박혜경 | 이건준 |
| 86   | 3월 24일  | 흔들의자가 있는 방                 | 양정아, 박형준                                                                                 | 구지숙 | 김명욱 |
| 87   | 3월 31일  | 아름다운 청춘                      | 연정훈, 김흥수, 강성민, 김갑수, 허인범                                                         | 진수완 | 김용수 |
| 88   | 4월 7일   | 열정의 방식                        | 임유진, 선우재덕, 정의갑                                                                       | 황성연 | 김형일 |
| 89   | 4월 14일  | AM를 듣는 여자                     | 김도연, 김주승, 조혜영                                                                         | 구지숙 | 김원용 |
| 90   | 4월 21일  | 아름다운 이별                      | 설수진, 양금석, 이광기, 최철호, 김지영                                                         | 유윤경 | 한철경 |
| 91   | 4월 28일  | 경찰서여 안녕                      | 유형사, 안재홍, 이형철, 김영미, 전원주, 이한위, 박승호                                         | 송정림 | 홍성덕 |
| 92   | 5월 5일   | 아주 오래된 사랑                   | 사미자, 이신재, 전미선, 선우재덕, 권경하                                                       | 박혜경 | 김평중 |
| 93   | 5월 12일  | 소녀와 도둑                        | 김래원, 이상인, 김일우, 이병철, 김인태, 이정용, 김용선                                         | 이정창 | 정성효 |
| 94   | 5월 19일  | 엽기적인 남자와 스캔들             | 설수진, 이성용, 박진성, 권병길 권이지, 김진희                                                  | 김윤영 | 김명욱 |
| 95   | 5월 26일  | 잘가요 내 사랑                     | 김승수, 김현수, 우승, 이휘향, 이재포, 지우, 윤혜경                                             | 김현수 | 지영수 |
| 96   | 6월 2일   | 내 모든 걸 다 주어도               | 김도연, 차광수, 유경아, 경인선, 이준구, 김조은,이주현                                          | 유혜연 | 김원용 |
| 97   | 6월 23일  | 사랑을 묻는 너에게                 | 박은혜, 정민, 변은정                                                                           | 정현정 | 강일수 |
| 98   | 6월 30일  | 용서할 수 없는 여자                | 노현희, 이세창, 김미희, 송현정, 박형재                                                         | 김진수 | 김평중 |
| 99   | 7월 7일   | 비엔나커피처럼                     | 김청, 이상인, 김갑수, 연정훈, 여운계                                                           | 송정림 | 한정희 |
| 100  | 7월 14일  | 아주 특별한 동행                   | 김상경, 서유정, 은원재                                                                         | 이은상 | 김성근 |
| 101  | 7월 21일  | 사랑에 대한 모독                   | 최수린, 박지일, 심형탁, 엄유신                                                                 | 권민수 | 김명욱 |
| 102  | 7월 28일  | 팬티모델                           | 김승욱, 방은진, 이한위, 성동일, 노주현                                                         | 박재범 | 지영수 |
| 103  | 8월 4일   | 우리들의 천국                      | 이효정, 김나은, 기주봉                                                                         | 권경수 | 이원익 |
| 104  | 8월 11일  | 아버지의 여자                      | 윤지숙, 박성진, 전무송, 허진, 임경옥, 안성민, 정재곤, 김형종                                   | 정우철 | 최지영 |
| 105  | 8월 18일  | 그래도 사랑은 빛이다               | 최지나, 김홍표, 최종원, 전미선, 이재식                                                         | 이은상 | 강일수 |
| 106  | 8월 25일  | 동하의 시절                        | 김현주, 장기용, 강민규, 김지선, 이병욱, 김수정                                                 | 장복심 | 이재영 |
| 107  | 9월 1일   | 아버님 전상서                      | 임하룡, 정상훈, 조안, 양재원, 함석훈                                                           | 김진수 | 김평중 |
| 108  | 9월 8일   | 그 여름 우편배달부는 어디로 갔을까 | 김승욱, 임경옥, 박동빈, 이일웅, 조양자, 서미애                                                 | 구선경 | 김명욱 |
| 109  | 9월 15일  | 너를 만나고 싶다                   | 이진우, 최유정, 김나운, 박민호                                                                 | 유연미 | 지영수 |
| 110  | 9월 29일  | 금지된 사랑                        | 권이지, 김진아, 최이수, 전재룡,이주현                                                          | 최수정 | 이원익 |
| 111  | 10월 6일  | 너의 목소리가 들려                 | 이기영, 임경옥, 최용민                                                                         | 이향희 | 정해룡 |
| 112  | 10월 13일 | 천생연분                           | 나영희, 노주현, 박영희, 김용선, 전원주, 김하균, 조현철                                         | 한준영 | 염현섭 |
| 113  | 10월 20일 | 달콤한 혹은 씁쓸한                 | 강래연, 김나운, 최성준, 기주봉, 이미경, 김성희                                                 | 권민수 | 이재영 |
| 114  | 11월 3일  | 나의 아내는 정숙하다               | 최철호, 김규철, 조하나, 김홍표, 이병철, 허정규, 박정우, 김희정, 김주희                         | 이은상 | 강일수 |
| 115  | 11월 10일 | 아줌마 밴드 결성 사건              | 김성령, 박현숙, 조혜련, 임성민, 이한위, 김일우, 김해숙                                         | 권민수 | 진형욱 |
| 116  | 11월 17일 | 햇빛 쏟아지던 날들                 | 정선경, 김규철, 박한이, 류덕환, 곽정욱                                                         | 이경희 | 지영수 |
| 117  | 11월 24일 | 강아지를 찾습니다                  | 정혜선, 유혜리, 김효원                                                                         | 하지윤 | 박수동 |
| 118  | 12월 1일  | 홍시                               | 안재환, 류현경, 김민경                                                                         | 권도희 | 이건준 |
| 119  | 12월 8일  | 나의 가장 사랑스러운 적            | 김가영, 맹세창, 김승욱, 맹호림                                                                 | 서숙향 | 김철규 |
| 120  | 12월 15일 | 내시의 妻                          | 김영기, 임경옥, 이광기, 김성옥, 김진태, 송용태, 김학철, 장순국, 유태술, 이미지, 한태일, 이계영 | 정진옥 | 김종선 |
| 121  | 12월 22일 | 아주 특별한 선물                   | 박현숙, 나문희, 윤철형, 정선일, 이경아                                                         | 박예주 | 정해룡 |
| 122  | 12월 29일 | 두 남자 이야기                     | 차광수, 이승신                                                                                 | 조미향 | 이재영 |

### 2003년
| 회차 | 방영일    | 제목                      | 출연자 | 각본          | 연출     |
| ---- | --------- | ------------------------- | --- | ------------- | -------- |
| 123  | 1월 5일   | 자미성의 노래             | 박인환, 정혜선, 송용태, 최용민, 최란, 김홍표, 윤혜경                                                                                       | 이선영        | 강일수   |
| 124  | 1월 12일  | 보리밭                    | 박준희, 최종원, 안성민, 정욱, 박영희, 안영주                                                                                               | 고봉황        | 진형욱   |
| 125  | 1월 19일  | 사로잡히다                | 김유석, 김민, 김정학, 서혜린, 연정훈, 박민호, 김승욱, 이달형                                                                               | 이선희        | 지영수   |
| 126  | 1월 26일  | 그 해, 마지막 목요일      | 박동빈, 신소미, 정원중, 정재곤 | 권민수        | 배경수   |
| 127  | 2월 2일   | 손님                      | 박순천, 독고영재, 김경숙, 최용민, 이원재, 천수연, 김가영, 김소영                                                                           | 이현란        | 이건준   |
| 128  | 2월 9일   | 순결한 그녀               | 남성진, 김미희, 임경옥, 김갑수, 윤철형 | 고은선        | 김철규   |
| 129  | 2월 16일  | 수영장에서 만난 그녀      | 정려원, 서재경, 박형재, 장태성, 허인범 | 구선경        | 이재상   |
| 130  | 2월 23일  | 6년 후                    | 정상훈, 임예원, 김여랑, 이정호, 오지영, 신귀식, 홍여진                                                                                     | 장복심        | 이재영   |
| 131  | 3월 9일   | 이혼한 부부               | 최종환, 김현주, 조영관, 최상길, 변아영, 이대로, 김복희, 박용식                                                                             | 김준일        | [[염현섭 |
| 132  | 3월 16일  | S대 법학과 미달사건       | 김인권, 안석환, 이달형, 김진아, 김선화, 민복기, 이대연, 최용민, 이한위                                                                     | 박재범        | 지영수   |
| 133  | 3월 23일  | 시집가기 전날 밤          | 김미희, 이보희, 정상훈, 최혜영, 박형재, 김형곤, 김양우, 임호                                                                               | 조수원        | 진형욱   |
| 134  | 3월 30일  | 지독한 사랑               | 심형탁, 최유정, 윤서준, 김민경, 천호진 | 이향희        | 이건준   |
| 135  | 4월 6일   | 윌리엄을 위하여           | 송옥숙, 정동환, 남궁민, 고호경, 김승현 | 윤경아        | 김철규   |
| 136  | 4월 13일  | 결혼할까요?               | 이성용, 이윤성, 김동수, 권이지, 김미라, 윤담                                                                                               | 구선경        | 이재상   |
| 137  | 4월 20일  | 컴백 홈 경자씨            | 서정, 김일우, 김응석 | 마진원        | 이재영   |
| 138  | 4월 27일  | 빌보드 키드, 수자         | 이지원, 최지나, 백재현, 연규진 | 이선영        | 김성근   |
| 139  | 5월 4일   | 프랑스 인형               | 김창숙, 오수민, 전소희, 연규진, 김용건, 김을동                                                                                             | 박리미        | 류시형   |
| 140  | 5월 18일  | 첫사랑 완결편             | 임지은, 최유정, 이성용, 조혜련 | 임금남        | 지영수   |
| 141  | 5월 25일  | 오월의 여왕들             | 김청, 김일우, 박순천, 장정희, 박혜숙, 김여랑                                                                                               | 박현주        | 신현수   |
| 142  | 6월 1일   | 디스코의 여왕             | 임지은, 박정수, 박형재, 윤혜경, 안석환, 손종범, 박진형, 심은진, 김기수                                                                     | 이선영        | 이재상   |
| 143  | 6월 8일   | 옥춘                      | 고미영, 박동빈, 임주완, 이주실 | 이선영        | 이재영   |
| 144  | 6월 15일  | 오줌장군                  | 강산, 김가영, 여운계, 김하균, 강경헌 | 서숙향        | 김성근   |
| 145  | 6월 24일  | 낭랑 18세                 | 이선균, 한혜진, 이순재, 김형자, 조형기, 정인지, 비류, 온조, 김일우                                                                         | 김은희 윤은경 | 김명욱   |
| 146  | 7월 1일   | 집에 가고 싶다            | 곽정욱, 김수현, 김일우, 정상우, 정인선 | 감진수        | 김평중   |
| 147  | 7월 8일   | 나의 아름다운 첫사랑      | 선우재덕, 송채환, 차광수, 김아람, 오현철, 라왕규, 곽지민                                                                                   | 이윤영        | 김용규   |
| 148  | 7월 15일  | 꽃게장과 소시지           | 이영범, 김현주, 류덕환, 이나리, 이현실 | 박리미        | 류시형   |
| 149  | 7월 22일  | 상 파울루                 | 김인권, 사강, 안석환, 김경숙, 한범희, 김원배, 김선화, 김주호, 최상길, 이기열, 고진학, 전성애, 김준, 황덕재, 이주화, 이은영, 송수연, 김덕구 | 왕보경        | 엄기백   |
| 150  | 7월 29일  | 내가 결혼하려는 이유      | 김태연, 윤기원, 정주환, 기주봉, 성동일, 손소영                                                                                             | 최지연        | 이민홍   |
| 151  | 8월 5일   | 쥐덫                      | 이기영, 이선진, 정의갑 | 문은아        | 김명욱   |
| 152  | 8월 12일  | 부엉이 박물관             | 신구, 최란, 장근석, 지누리, 이계영 | 김진수        | 김평중   |
| 153  | 8월 19일  | 문제작                    | 정찬, 박은혜, 정재곤, 정욱, 정상훈, 임호, 김일우, 임현식, 정승호, 김하균                                                                   | 황선영        | 이진서   |
| 154  | 8월 26일  | 그 여름의 끝              | 연운경, 최지나, 최성준, 윤예리, 변주연 | 조미향        | 류시형   |
| 155  | 9월 2일   | 엄마의 첫 사랑            | 박주아, 김현주, 이일웅, 윤철형 | 홍윤정        | 염현섭   |
| 156  | 9월 16일  | 사진사 홍봉구             | 김하균, 박지일, 곽정욱, 이상숙, 김원배, 이일웅, 이달형, 오지영, 정형기, 박종설, 박현, 김선덕, 김수연, 박범규, 유지원, 오태현, 김찬혁       | 김명주        | 엄기백   |
| 157  | 9월 23일  | 불면증에게                | 박형준, 박시은, 엄수정, 정원중, 조혜련, 김성겸, 안성민                                                                                     | 고은선        | 황의경   |
| 158  | 9월 30일  | 나쁜교생 박명수           | 김윤경, 김지우, 오태경, 윤예리, 박루시아, 이한위, 김보미, 박명수                                                                           | 손황원        | 김원용   |
| 159  | 10월 7일  | 장밋빛 인생               | 김해숙, 박영상, 임경옥, 윤혜경, 권혁호 | 권기영        | 전창근   |
| 160  | 10월 14일 | 아내는 에로비디오 작가    | 임성민, 정상, 하소연, 정의갑 | 김진수        | 김평중   |
| 161  | 10월 21일 | 미친 남자 강성만          | 이계인, 이광기, 김승현, 황미선, 윤문식, 김복희, 조병기, 한예린                                                                             | 권기영        | 지영수   |
| 162  | 10월 28일 | 쑥과 마늘에 관한 진실     | 남상미, 김충열, 고호경, 고명환, 노현희, 변희봉, 강산                                                                                       | 서숙향        | 김형석   |
| 163  | 11월 9일  | 바람난 유전자             | 윤기원, 유혜정, 도이성, 박형재, 김을동 | 염일호        | 황의경   |
| 164  | 11월 16일 | 헌집줄게. 새집줄래?       | 김도연, 장준영, 김애란, 김보미, 최영주 | 이은주        | 김원용   |
| 165  | 11월 23일 | 못말리는 시동생           | 최은주, 정상, 이윤미, 이광기, 안석환 | 손황원        | 최지영   |
| 166  | 11월 30일 | 물고기                    | 박수현, 이윤지, 조병기, 신소민, 이한위 | 김진희        | 김평중   |
| 167  | 12월 7일  | 나의 그녀 이야기          | 김인권, 추소영, 김해숙, 김승욱 | 권기영        | 지영수   |
| 168  | 12월 14일 | 나에겐 외계인 친구가 있다 | 박현숙, 한예린, 이준구 | 김미경        | 김형석   |
| 169  | 12월 21일 | 범죄없는 마을             | 안석환, 정은표, 김승욱, 황미선, 김지영 | 이동하        | 황의경   |
| 170  | 12월 28일 | 귀휴(歸休)                | 김규철, 박동빈, 이나리, 안흥진 | 봄의환        | 전창근   |

### 2004년
| 회차 | 방영일    | 제목                      | 출연자                                                                                                 | 각본   | 연출   |
| ---- | --------- | ------------------------- | --- | ------ | ------ |
| 171  | 1월 4일   | 해솔이, 미화, 아네스      | 김경숙, 반효정, 이청, 박인환, 백수련                                                                   | 나은강 | 엄기백 |
| 172  | 1월 11일  | 36.5                      | 고미영, 이애정, 정재곤                                                                                 | 임현경 | 이재영 |
| 173  | 1월 18일  | 겨울 이야기               | 최지나, 최성준, 박주아, 엄수정                                                                         | 조미향 | 류시형 |
| 174  | 1월 25일  | 벗으면 보인다             | 윤기원, 신소미, 임대호, 이달형, 정규수                                                                 | 권기영 | 지영수 |
| 175  | 2월 1일   | 핸드폰이 꺼져 있어        | 김규철, 엄춘배, 정상, 유서진, 윤지숙, 김명국                                                           | 유현미 | 김형석 |
| 176  | 2월 8일   | 그녀가 바퀴벌레와 다른 점 | 권민중, 고미영, 정주은, 정성화, 박형재, 김하은, 김하균, 이도련                                         | 박민주 | 배경수 |
| 177  | 2월 15일  | 나는 나다                 | 김우현, 이윤미, 김원배, 백정림                                                                         | 하지윤 | 엄기백 |
| 178  | 2월 22일  | 첫차를 기다리며           | 박혜숙, 정욱, 이형준, 이상인, 김예령, 박신혜                                                           | 권민수 | 이원익 |
| 179  | 2월 29일  | 아름다운 동거             | 류덕환, 박순천, 임대호                                                                                 | 유윤경 | 한철경 |
| 180  | 3월 7일   | 그녀들의 봄날             | 윤예리, 김선화, 김승현, 연규진                                                                         | 조미향 | 류시형 |
| 181  | 3월 14일  | 결혼은 파도를 타고        | 고정민, 박형준, 박탐희, 박형재, 이지원                                                                 | 최민기 | 이진서 |
| 182  | 3월 21일  | 손수건을 흔들며           | 오지호, 허영란, 이윤배, 양주호                                                                         | 김진수 | 김평중 |
| 183  | 3월 28일  | 목마의 사랑               | 박동빈, 최용민, 이상숙, 박현숙, 신용규, 이현실                                                         | 이동하 | 배경수 |
| 184  | 4월 4일   | 백수와 건달               | 안재환, 김석민, 조은숙, 장항선                                                                         | 유승희 | 이영국 |
| 185  | 4월 11일  | 사랑한 후에               | 신성우, 채정안, 남궁민, 이태란, 강현수                                                                 | 선경희 | 김규태 |
| 186  | 4월 25일  | 폭풍우                    | 홍은희, 서태화, 김연주, 하다솜, 심형탁                                                                 | 안형란 | 이건준 |
| 187  | 5월 2일   | 소나의 아름다운 빵집      | 최지나, 박형준, 정재곤, 남윤정, 홍영자, 정승호                                                         | 조미향 | 류시형 |
| 188  | 5월 9일   | 조선생, 소년원 가다       | 윤기원, 고정민, 김윤희, 손종범, 이달형, 심양홍, 김보미, 이영준, 최재환, 엄성모, 정경호, 고규필, 서은혜 | 최민기 | 이진서 |
| 189  | 5월 16일  | 벚꽃 며느리               | 송용태, 송옥숙, 윤지숙, 손종범, 봉혜선, 강산, 양주호                                                   | 이상민 | 한철경 |
| 190  | 5월 23일  | 봉메골 산삼소동           | 변희봉, 남능미, 김하균, 노현희, 정상훈, 최지연, 김미라, 차주원, 이원종                                 | 남미자 | 김평중 |
| 191  | 5월 30일  | 情은 늙지도 않아          | 이미영, 윤지숙, 독고영재                                                                               | 송정림 | 한정희 |
| 192  | 6월 6일   | 언젠가는                  | 옥소리, 김홍표, 정영숙, 김수현, 김승욱, 허충호, 이광훈, 박정우, 이경은                                 | 김진희 | 배경수 |
| 193  | 6월 13일  | 우리 햄                   | 이민기, 김수민, 홍수현, 윤주상, 윤여정, 하승리, 온조, 조은애, 조양자                                   | 이경희 | 김규태 |
| 194  | 6월 20일  | 행운 반납                 | 이상우, 조은숙, 조병기, 김기현, 노현희                                                                 | 송예진 | 한철경 |
| 195  | 6월 27일  | 종이비행기                | 엄수정, 주우, 민욱, 최지나                                                                             | 조미향 | 류시형 |
| 196  | 7월 4일   | 사랑해요 수헬리           | 전혜빈, 천정명, 이상인, 서태화, 이달형                                                                 | 이향희 | 이건준 |
| 197  | 7월 11일  | 우아하게 거절하는 법      | 최유정, 고정민, 박형재                                                                                 | 이용연 | 김명욱 |
| 198  | 7월 18일  | 칼끝에 핀 꽃              | 장현성, 임성언, 이동규                                                                                 | 김진희 | 배경수 |
| 199  | 7월 25일  | 아나그램                  | 김윤석, 안내상, 채국희, 구혜선, 신마, 이대연                                                           | 고은선 | 김규태 |
| 200  | 8월 1일   | 이혼 후...                | 윤지숙, 이지원, 정재곤, 최은숙, 전현                                                                   | 유윤경 | 한철경 |
| 201  | 8월 8일   | 데자뷰                    | 김흥수, 한지민, 이병욱, 신구                                                                           | 여정미 | 김정규 |
| 202  | 8월 22일  | 리나, 죽기로 결심하다     | 조은숙, 이미지, 김관기, 박민서                                                                         | 조미향 | 류시형 |
| 203  | 9월 5일   | Dr. 러브                  | 김보경, 이선균                                                                                         | 김경세 | 황의경 |
| 204  | 9월 12일  | 마사지                    | 김정화, 전혜빈, 김현성, 최지나, 방은희                                                                 | 신혜진 | 이건준 |
| 205  | 9월 19일  | 김동준이 사는 동네        | 한민, 심형탁, 김정학, 양현태, 이은혜                                                                   | 연미정 | 문준하 |
| 206  | 10월 3일  | 잔혹동화                  | 김갑수, 구본승, 김미경, 김경숙, 신은정, 엄수정, 김하은, 고규필                                         | 김나형 | 기민수 |
| 207  | 10월 10일 | 하루                      | 정성모, 김기섭, 남윤정, 양미라, 박진성                                                                 | 유승희 | 이영국 |
| 208  | 10월 17일 | 이브카페                  | 김태현, 양정아, 안내상, 한나연, 김진국, 서은혜                                                         | 장복심 | 배경수 |
| 209  | 10월 24일 | 제주도 푸른 밤            | 김민주, 엄태웅, 김윤석, 김갑수                                                                         | 박지숙 | 김규태 |
| 210  | 10월 31일 | 날개 잃은 천사            | 박진희, 최우제, 송나영, 이동훈                                                                         | 김명주 | 김정규 |
| 211  | 11월 7일  | 나 어떡해                 | 이준기, 이영중, 이은혜, 서남용, 박효주                                                                 | 서신혜 | 박만영 |
| 212  | 11월 14일 | 반투명                    | 전예서, 안내상, 이선균, 명계남, 조명식, 김영옥, 장준영                                                 | 김지우 | 함영훈 |
| 213  | 11월 21일 | 우리 가족                 | 신구, 서승현, 조은숙, 안재환, 서재경, 오윤아                                                           | 김희연 | 김용수 |
| 214  | 11월 28일 | 쥐 잡는 날                | 김희정, 이효정, 강우경                                                                                 | 김사경 | 문영진 |
| 215  | 12월 5일  | 마녀재판                  | 정소영, 강산, 김예령, 박동빈                                                                           | 진형욱 | 진형욱 |
| 216  | 12월 12일 | 아내의 일기               | 김서형, 손현주, 박현정, 이지희, 이두일                                                                 | 황다은 | 기민수 |
| 217  | 12월 19일 | 그녀 달리다               | 조은숙, 박형재, 김승현                                                                                 | 조미향 | 류시형 |
| 218  | 12월 26일 | 동행(同行)                | 김성준, 이세창, 박진성, 윤주상, 이주실, 이은아, 이주석, 이용진                                         | 박상준 | 이민홍 |

### 2005년
| 회차 | 방영일    | 제목                               | 출연자                                                                 | 각본          | 연출   |
| ---- | --------- | ---------------------------------- | ---------------------------------------------------------------------- | ------------- | ------ |
| 219  | 1월 2일   | 오!사라                            | 김대진, 신마, 이민기, 서도영, 유인영, 안내상, 전도영, 남창희           | 박지숙        | 김규태 |
| 220  | 1월 9일   | 메모리                             | 한지민, 박준석, 김현성                                                 | 홍진아        | 권계홍 |
| 221  | 1월 16일  | 프리지어, 곰인형, 핫초코 그리고... | 남상미, 강성민, 이혜미                                                 | 권기영        | 김정규 |
| 222  | 1월 23일  | 아빠 돈 내세요                     | 권해효, 문천식, 문정희, 박인환, 윤용현, 김경식                         | 김균태        | 박만영 |
| 223  | 1월 30일  | 황금숲, 토끼                       | 이얼, 최수린, 이효정, 김영기                                           | 고은선        | 김용수 |
| 224  | 2월 13일  | 스파게티 데이트                    | 김원준, 이아현                                                         | 김지요        | 문영진 |
| 225  | 2월 20일  | 아무도 날 사랑하지 않아            | 서영희, 김영옥, 이상우                                                 | 안형란        | 진형욱 |
| 226  | 2월 27일  | 여우야 여우야                      | 송옥숙, 김보경, 정상훈, 박형준                                         | 박선아        | 한정희 |
| 227  | 3월 13일  | 주택개보수 작업일지                | 최강희, 윤영준, 호산, 김윤석, 박현정                                   | 김영희        | 기민수 |
| 228  | 3월 20일  | 구절리로 떠나다                    | 고정민, 맹세창, 박주아, 황범식                                         | 안형란        | 류시형 |
| 229  | 3월 27일  | 개조는 맨발이다                    | 우현, 안석환, 신신애, 김승욱, 정경순                                   | 이상민        | 김성근 |
| 230  | 4월 3일   | 행복한 사람들                      | 김성준, 정의갑, 이수아, 박광정, 조현숙                                 | 유숭렬        | 권계홍 |
| 231  | 4월 10일  | 바람난 아빠                        | 류덕환, 정동환, 장서린                                                 | 최영인        | 문영진 |
| 232  | 4월 17일  | 오늘밤 집에 가지마                 | 온주완, 김갑수, 류현경, 김구, 허인범                                   | 안형란        | 진형욱 |
| 233  | 4월 24일  | 두 번째 첫사랑                     | 박형준, 김보경, 이일화, 정의갑, 임경옥                                 | 송정림        | 한정희 |
| 234  | 5월 1일   | 유쾌한 유필만                      | 이대연, 권해효, 황미선, 이두일, 김승욱, 이미숙                         | 김균태        | 박만영 |
| 235  | 5월 7일   | 낙타씨의 행방불명                  | 문지윤, 기주봉, 김선화, 박승태, 송지영, 이한위, 정구연, 서동원, 이지희 | 이명숙        | 기민수 |
| 236  | 5월 14일  | 산사의 아침                        | 이대로, 윤주상, 김학철, 이병욱, 이봉규                                 | 김필진        | 김성근 |
| 237  | 5월 21일  | 기억이 사랑에게 묻다               | 손현주, 조은숙, 윤동환, 장서영, 신귀식                                 | 한지원        | 한준서 |
| 238  | 5월 28일  | 수수께끼 보물섬                    | 이용주, 고주연, 서혜린, 김규철, 박지선, 김선화                         | 이남림        | 권계홍 |
| 239  | 6월 4일   | 다시 사랑할까요?                   | 지수원, 김주승, 김나운, 이한위                                         | 최형자        | 문영진 |
| 240  | 6월 11일  | 장국영이 죽었다고?                 | 장현성, 김민주, 윤지숙, 최환준, 이정호, 김정학                         | 인현진        | 김정민 |
| 241  | 6월 18일  | 포카라                             | 강은비, 이준, 원태희, 김송희, 김호영, 남윤정                           | 안형란        | 진형욱 |
| 242  | 6월 25일  | 도깨비가 있다                      | 박지빈, 장준영, 김미정                                                 | 김현중 김지연 | 황의경 |
| 243  | 7월 2일   | 키다리 아저씨                      | 정웅인, 박신혜                                                         | 박정화        | 한준서 |
| 244  | 7월 9일   | 민들레는 피고지고                  | 김경숙, 김지유, 김원배, 차중철, 박준금                                 | 왕보경        | 엄기백 |
| 245  | 7월 16일  | 그녀는 힘이 세다                   | 서유정, 박형재, 김승현, 김여랑, 반효정, 이미지                         | 조미향        | 류시형 |
| 246  | 7월 23일  | 어느 화창한 날                     | 박건태, 정호빈, 고정민, 박명은, 유순철                                 | 박준희        | 홍석구 |
| 247  | 7월 30일  | 다 함께 차차차                     | 구혜선, 이필모, 조서연, 김법래, 박준면, 최용민, 정준일, 안석환         | 김사경        | 권계홍 |
| 248  | 8월 6일   | 계룡산 부용이                      | 민지혜, 이민기, 변희봉, 정석용, 김동주, 윤진호                         | 노덕          | 윤성식 |
| 249  | 8월 13일  | 70,80 그들의 봄                    | 이기찬, 장서린, 김병찬, 이건, 유종근, 김효원                           | 박태엽        | 문영진 |
| 250  | 8월 20일  | 여름, 이별 이야기                  | 고은아, 이천희, 조안, 이중문, 김지우, 정성윤                           | 황다은        | 김정민 |
| 251  | 8월 27일  | 연애                               | 이선균, 오유진, 이정훈, 서문경                                         | 박지숙        | 진형욱 |
| 252  | 9월 3일   | 그녀의 아름다운 라디오             | 이미지, 서유정, 윤다훈, 황범식                                         | 조미향        | 류시형 |
| 253  | 9월 10일  | 납골당 소년                        | 전혜진, 한여름, 최시원, 안내상, 이성민                                 | 장경희        | 함영훈 |
| 254  | 9월 24일  | 심씨의 하루                        | 한범희, 조은숙, 김애란, 이기열                                         | 왕보경        | 엄기백 |
| 255  | 10월 1일  | 고포여인숙                         | 최자혜, 안석환, 조재완, 하재영                                         | 권민수        | 한준서 |
| 256  | 10월 15일 | 꿈결 같은 세상                     | 이동규, 류현경, 김재만, 박인환, 이준                                   | 이명숙        | 지병현 |
| 257  | 10월 22일 | 블랙메일                           | 이현경, 이두일, 양은용, 최용민, 윤지숙, 김하은, 고규필                 | 김혜정        | 홍석구 |
| 258  | 11월 5일  | 해피투게더                         | 이상, 차시은, 사미자, 이힘찬, 김명수                                   | 최형자        | 문영진 |
| 259  | 11월 12일 | 으라차차 첫날밤                    | 이필모, 유지연, 최하나, 손소영                                         | 조정선        | 이민홍 |
| 260  | 11월 19일 | 나의 달콤한 피투성이 연인          | 송창의, 김지우                                                         | 황미수        | 이진서 |
| 261  | 11월 26일 | 시은&수하                          | 정후, 박그리나, 김한, 유아인                                           | 조용득        | 함영훈 |
| 262  | 12월 3일  | 그 마을에 무슨 일이 생겼나         | 이대로, 황범식, 조은덕, 윤지숙, 최원석, 명지연                         | 박진우        | 전창근 |
| 263  | 12월 10일 | 왕대박 황말불                      | 이지현, 안재환, 김지영, 이한위, 배도환, 전원주                         | 채수봉        | 문영진 |
| 264  | 12월 17일 | 거미여인의 사랑법                  | 오유진, 이선균, 김응수                                                 | 유미경        | 진형욱 |

### 2006년
| 회차 | 방영일    | 제목                              | 출연자                                                                       | 각본                    | 연출   |
| ---- | --------- | --------------------------------- | ---------------------------------------------------------------------------- | ----------------------- | ------ |
| 265  | 1월 7일   | 집으로 가는 길                    | 박지일, 이원종                                                               | 김찬주                  | 고영탁 |
| 266  | 1월 14일  | 트렁크                            | 이서연, 정보석, 유주희, 김준성                                               | 원작 정이현 각본 황다은 | 윤성식 |
| 267  | 1월 21일  | 내일 또 내 일                     | 안내상, 황미선, 김지영, 박건태, 이병준                                       | 최민기                  | 이진서 |
| 268  | 2월 4일   | 김동수 간첩 조작사건              | 김재만, 이한위, 김윤태, 박다안, 조경훈                                       | 이명숙                  | 지병현 |
| 269  | 2월 11일  | 기억                              | 박그리나, 서재경, 전혜진, 김영재, 최일화, 김혜옥                             | 이명숙                  | 문준하 |
| 270  | 2월 18일  | 꽃님이                            | 심은경, 이주실, 안문숙, 권용운, 장준영                                       | 이은주                  | 강병택 |
| 271  | 2월 25일  | 쇼킹한 결혼                       | 이필모, 김태연, 장성원, 김하은                                               | 박영숙                  | 이민홍 |
| 272  | 3월 4일   | 때밀이 넘버쓰리                   | 정은표, 윤문식, 박철민, 성동일, 박건태                                       | 김신태                  | 이정섭 |
| 273  | 3월 11일  | 이제 더 이상 처용은 춤추지 않는다 | 김규철, 최준용, 유혜정, 고명환, 박주아, 황범식                               | 박진우                  | 류시형 |
| 274  | 3월 18일  | 나의 아름다운 친구                | 박동빈, 최덕문, 김수현, 조명연, 이풍운, 김환영, 박남, 김웅민, 이한위, 조재완 | 김지우                  | 전창근 |
| 275  | 3월 25일  | 바람둥이를 사랑하세요?            | 안연홍, 김민성, 권민, 이자영, 송다희, 김병찬                                 | 전지연                  | 문영진 |
| 276  | 4월 1일   | 1110호 작가, 310호 배우           | 김민희, 박민호, 서진호, 김진서, 안석환, 차기환, 김경룡                       | 최민기                  | 이진서 |
| 277  | 4월 8일   | 반짝반짝 빛나는                   | 윤지혜, 이주석, 임예원, 박병은, 안혜숙, 김규철                               | 박지숙                  | 한준서 |
| 278  | 4월 15일  | 돌대가리 방정식                   | 정은표, 김영옥, 남민정, 김윤정                                               | 김신태                  | 이정섭 |
| 279  | 4월 22일  | 내 인생의 일춘기                  | 이석민, 임승대, 최지연, 추귀정                                               | 신지원                  | 김형석 |
| 280  | 4월 29일  | 춘영                              | 전예서, 김윤태, 이주실, 윤혜경, 손소영                                       | 윤경아                  | 문준하 |
| 281  | 5월 6일   | 이별보다 아름다운 사랑            | 김갑수, 신충식, 정동진, 박순천, 김정민                                       | 이은주                  | 강병택 |
| 282  | 5월 13일  | 쇼킹 LOVE                         | 최수린, 박형재, 정시아, 장성원                                               | 문은아                  | 이민홍 |
| 283  | 5월 20일  | 첫사랑                            | 김홍표, 신동미, 이승민, 김소은, 한지혜, 윤찬, 고규필, 김하은                 | 이선아                  | 전창근 |
| 284  | 5월 27일  | 안개시정거리                      | 김정훈, 류현경, 김한, 김중기, 하영                                           | 이현란                  | 이건준 |
| 285  | 6월 3일   | 그들의 진실                       | 김경익, 최명경, 류창우, 홍예인, 한동환                                       | 박진우                  | 곽정환 |
| 286  | 6월 17일  | 슬픔을 만나다                     | 윤다훈, 김지우, 김영옥, 황범식, 김관기, 김승환, 김영애                       | 박철                    | 류시형 |
| 287  | 7월 8일   | 누가 4인조를 두려워하랴           | 정준하, 박길수, 김미진, 이건주, 이달형, 김경룡                               | 김우진                  | 이진서 |
| 288  | 7월 15일  | 돌대가리 이차방정식               | 정은표, 김윤정, 남민정, 박철민, 이인성                                       | 김루리                  | 이정섭 |
| 289  | 7월 22일  | 귀자 이야기                       | 김민주, 김정욱, 장태성, 조양자                                               | 권민수                  | 한준서 |
| 290  | 7월 29일  | 별은 빛나건만                     | 조희봉, 장영남, 하재숙                                                       | 김사경                  | 김형석 |
| 291  | 8월 5일   | 도시 괴담, 무섭지 않은 이야기     | 김수근, 여현수, 김규철, 안성헌, 임주환                                       | 황다은                  | 홍석구 |
| 292  | 8월 12일  | 날 미치게 하는 여자               | 이주현, 이지현, 박탐희, 금호석, 장성원                                       | 문은아                  | 이민홍 |
| 293  | 8월 19일  | 기억이 잠든 사이                  | 김승욱, 전예서, 김태훈, 이유정                                               | 박형진                  | 전창근 |
| 294  | 8월 26일  | 건달 언어순화대작전               | 김민성, 하주희, 강제, 오정태, 나한일                                         | 최진아                  | 문영진 |
| 295  | 9월 2일   | 너의 마녀                         | 윤해영, 김동윤, 최철호, 이혜근, 박용진                                       | 김예리                  | 이소연 |
| 296  | 9월 9일   | 너무도 착한 그녀                  | 김현균, 유주희, 김이지                                                       | 이향희                  | 이건준 |
| 297  | 9월 16일  | 완벽한 부부                       | 박형재, 전예서, 이옥정                                                       | 최민기                  | 이진서 |
| 298  | 9월 23일  | 왜 꼭 이래야만 하는가             | 김영중, 옥지영, 이한위                                                       | 최현영                  | 김형석 |
| 299  | 9월 30일  | 내가 만난 108명의 남자            | 양미라, 이필모, 송다희, 장성원, 박휘순, 이민                                 | 박영숙                  | 이민홍 |
| 300  | 10월 14일 | 그녀가 웃잖아                     | 최원영, 전혜진, 권형준, 조양자, 임채홍                                       | 노지설                  | 전창근 |
| 301  | 10월 21일 | 사랑에 빠진 코끼리                | 장혜숙, 안재환, 이연호, 김민성, 신동우                                       | 최영인                  | 문영진 |
| 302  | 10월 28일 | 반가운 살인자                     | 정은표, 김나운, 한보배, 김승욱, 최학락, 최승경, 백신                         | 서미애                  | 이정섭 |
| 303  | 11월 4일  | 누가 사랑했을까                   | 유태웅, 엄기준, 한민, 최원석                                                 | 오정미                  | 이소연 |
| 304  | 11월 11일 | 쓰리(3)의 전설                    | 김영준, 최일화, 전혜빈, 조경훈, 이달형, 김부선, 서혜린, 한동환               | 이진매                  | 김정규 |
| 305  | 11월 18일 | 꽃분이가 왔습니더                 | 장준용, 김명재, 최설리, 이주실                                               | 최민기                  | 이진서 |
| 306  | 11월 25일 | 십분간, 당신의 사소한             | 이순재, 정혜선, 안내상, 황미선, 문수, 김리나, 이안나, 임종호                 | 조정주                  | 함영훈 |
| 307  | 12월 2일  | 소풍                              | 홍일권, 고정민, 서지희, 하승리, 조은덕, 김태영, 최석구                       | 성현                    | 이민홍 |
| 308  | 12월 9일  | 일주일                            | 윤상현, 김상원, 이승채, 김효원, 이승호, 조경희, 윤순홍                       | 김의권                  | 문영진 |
| 309  | 12월 16일 | 자장가 부르는 아기                | 최수린, 최수한, 김규철, 김현균, 박그리나, 조하은                             | 조나단                  | 이건준 |

### 2007년
| 회차 | 방영일    | 제목                         | 출연자                                                                                   | 각본          | 연출   |
| ---- | --------- | ---------------------------- | ---------------------------------------------------------------------------------------- | ------------- | ------ |
| 310  | 1월 6일   | 참빗                         | 이선호, 박수현, 조양자, 이연주                                                           | 이수인        | 곽정환 |
| 311  | 1월 13일  | 고달픈 가족                  | 강인덕, 정은표, 김홍표, 박용진, 장영란, 최학락                                           | 김루리        | 이정섭 |
| 312  | 1월 20일  | 사랑이 우리를 움직이는 방식  | 허영란, 김영재, 이준혁, 홍배연, 채우, 장태훈, 김광인, 기연호                             | 김예리        | 이소연 |
| 313  | 1월 27일  | 미친 사랑                    | 윤주상, 선우용여, 김혜나, 한동환                                                         | 변원미        | 박기호 |
| 314  | 2월 3일   | 꽃밭에서                     | 김민희, 최덕문, 고정민, 조재완, 김상순, 정영숙, 정정아                                   | 최민기        | 이진서 |
| 315  | 2월 10일  | 네 고객의 여자를 탐하지 마라 | 주종혁, 김효선, 유태웅, 조양자                                                           | 이진매        | 김정규 |
| 316  | 2월 24일  | 저수지                       | 박희순, 사현진, 김준배, 오승명, 최용민, 차기환                                           | 김찬주        | 홍석구 |
| 317  | 3월 10일  | 골든타임 4분                 | 이병욱, 강재, 김세아, 전지오                                                             | 최형자        | 문영진 |
| 318  | 3월 17일  | 기억상실증에 걸린 저승사자   | 서유정, 엄기준, 전예서, 박철민, 유태웅                                                   | 박형진        | 이소연 |
| 319  | 3월 24일  | 작은 거인                    | 백승도, 김빈우, 백봉기, 손종범, 한서희                                                   | 신혜진        | 이건준 |
| 320  | 3월 31일  | 미치거나 사랑하거나          | 정은표, 윤지숙, 김승욱, 명로진, 박용진, 장연익, 김종석, 최승경, 이승희, 김애란, 이가영   | 유미경        | 이정섭 |
| 321  | 4월 7일   | 인간 말종 개상구             | 김태현(진태현), 박창익, 홍충민, 정진                                                     | 조정주        | 김형석 |
| 322  | 4월 14일  | 올디스 벗 구디스             | 김광석, 이지훈, 조성민, 박성진, 안형일, 박철호, 정승호                                   | 김진희        | 유현기 |
| 323  | 4월 21일  | 틈                           | 김흥수, 장현성, 김지영(1938년), 반민정, 김승욱                                           | 박은영        | 황의경 |
| 324  | 4월 28일  | 은어가 살던 곳               | 최지연, 이시환, 황동주, 이유정, 김규민, 윤주상                                           | 김은희 윤은경 | 김정민 |
| 325  | 5월 5일   | 달려라 공주야                | 김예원, 김영옥(1937년), 김홍표, 최우혁, 이지우, 윤유선, 김승욱                           | 최민기        | 이진서 |
| 326  | 5월 12일  | 변신                         | 고영빈, 오만석, 최성민, 박다안, 나경민, 현철호, 임채홍, 이상윤, 저자 루이 X              | 김영조 조성걸 | 김영조 |
| 327  | 5월 19일  | 연꽃 피던 날                 | 윤지후, 한민, 윤주상, 정종준, 박귀순, 윤순홍, 김정균, 김수연, 최윤혁, 김병찬             | 채혜영        | 문영진 |
| 328  | 5월 26일  | 우리들의 조용필님            | 유인영, 윤희석, 박병은, 이정은, 이종구, 박채원                                           | 하무수        | 권계홍 |
| 329  | 6월 9일   | 순결한 순이                  | 한여운, 임주환, 정수영, 윤승원, 이미지, 기연호                                           | 이은주        | 강병택 |
| 330  | 6월 16일  | 그 남자가 그린 것            | 김영필, 김민희(1976년), 이가흔, 문천식, 김명수, 이정우, 이지완                           | 오정미        | 이소연 |
| 331  | 6월 23일  | 설운두의 거짓말              | 최준용, 최수린, 최승경, 이민희, 유지연(1976년), 허정규, 이상원, 김종호, 이정성           | 최형자        | 박기호 |
| 332  | 6월 30일  | 쉘 위 밸리댄스?              | 추귀정, 이윤표, 구혜령, 이상미, 김승욱, 김희정, 양은용, 이순성, 이상훈, 이한위(특별출연) | 이승희        | 김형석 |
| 333  | 7월 7일   | GOD                          | 유하준, 조윤희, 김갑수, 박용수, 김인서, 김경룡, 강우석                                   | 김원석 이주연 | 김원석 |
| 334  | 7월 14일  | 명문대가 뭐길래              | 임진웅, 신다은, 김응수, 전원주, 신우철, 황효은, 위양호, 김수빈, 윤봉길                   | 최민기        | 이진서 |
| 335  | 7월 28일  | 변두리 맨몸 멜로             | 조재완, 윤혜경, 신동미, 정경호, 박용진                                                   | 조정주        | 유현기 |
| 336  | 8월 4일   | 인 터널                      | 김영호, 강준성, 한나연                                                                   | 김희숙        | 황인혁 |
| 337  | 8월 11일  | 그 녀석들의 오해 혹은 진실   | 한민, 안재모, 김병찬, 이종구                                                             | 최영인        | 문영진 |
| 338  | 8월 18일  | 내게 아주 특별한 연인        | 박효주, 신성록, 이한위, 이원종(1966년), 반민정, 김영애, 홍록기                           | 권소연        | 김용수 |
| 339  | 8월 25일  | 신파를 위하여                | 김무열, 최지연, 한다민, 김동주, 이정호, 양재희, 김세아                                   | 박형진        | 이소연 |
| 340  | 9월 1일   | 이웃의 한 젊은이를 위하여    | 최종원, 유다인, 정다영, 박현준, 김태호, 박용진, 원미원, 정윤석                           | 민정수        | 지병현 |
| 341  | 9월 8일   | 이중장부 살인사건            | 안석환, 강성민, 전예서, 남명렬, 이종구, 이대연                                           | 김태희        | 김원석 |
| 342  | 9월 15일  | 쉿! 거기, 천사               | 심형탁, 한나연, 서한, 홍배연, 이지완, 홍승현, 강은호, 서정주                             | 조정주        | 유현기 |
| 343  | 9월 29일  | 하늘 연인                    | 장항선, 정영숙, 윤주상, 선우용녀, 고영빈, 정소영                                         | 구현숙        | 김영조 |
| 344  | 10월 6일  | 쌈닭 미숙이                  | 박원상, 오용, 장영남, 정원중, 정규수, 김선화, 이한위                                     | 유소정        | 황인혁 |
| 345  | 10월 13일 | 무공족구외전                 | 이언, 이정호, 하석진, 장태성, 정인기, 박채경, 김성수(쿨), 장준영, 서한                   | 김정애        | 김용수 |
| 346  | 10월 20일 | 아인슈타인이 발견한 사랑     | 송창환, 박희본, 정민진                                                                   | 최영인        | 문영진 |
| 347  | 10월 27일 | 그녀들의 동행                | 윤혜경, 황동주, 반민정, 김형자, 이덕희                                                   | 하무수        | 신현수 |
| 348  | 11월 3일  | 못생긴 당신                  | 오미연, 박인환, 채영인, 하주희, 현실, 장성원                                             | 김정숙 김랑   | 이민홍 |
| 349  | 11월 10일 | 당신이 머무는 자리           | 이동규, 정영숙, 윤주련, 황미선, 이지수, 최진호, 이풍운                                   | 박경수        | 이소연 |
| 350  | 11월 17일 | 수맥을 잡아라                | 김성은, 최주봉, 장효진, 이경진, 김승욱, 이성민, 최윤미, 한춘일, 김두용                   | 조소영        | 지병현 |
| 351  | 11월 24일 | 그녀의 별이 반짝일 때        | 서한, 신동미, 안도규, 조재완, 백주희, 오아랑, 정준휘                                     | 유은하        | 유현기 |
| 352  | 12월 1일  | 아귀                         | 윤지후, 이현경, 윤영삼, 박정우, 이일재, 김병찬, 윤순홍, 송승용                           | 최경미        | 문영진 |
| 353  | 12월 8일  | 늙은 양아치의 노래           | 안석환, 이경아, 최석구, 이일웅, 신신애, 문원주                                           | 강성진        | 신현수 |
| 354  | 12월 15일 | 은둔하는 북의 사람           | 조성하, 주상욱, 김하은, 최수린, 신지식, 박용수                                           | 김정애        | 김용수 |

### 2008년
| 회차 | 방영일   | 제목                          | 출연자                                                                                    | 각본   | 연출   |
| ---- | -------- | ----------------------------- | ----------------------------------------------------------------------------------------- | ------ | ------ |
| 355  | 1월 5일  | 비밀, 당신만 모르는           | 서유정, 이동규, 김진수, 정재순, 엄기준, 김도연, 최용민                                    | 김계원 | 나소연 |
| 356  | 1월 12일 | 아버지의 이름으로 (빨간 등대) | 박혁권, 박효왕, 기준수, 안동규, 오균홍, 이덕희                                            | 김진년 | 유현기 |
| 357  | 1월 19일 | 레드백                        | 이지수, 김병찬, 김하연, 정민진                                                            | 김지요 | 문영진 |
| 358  | 1월 26일 | 바람이 분다                   | 정성화, 하항 하이엔, 방문수, 꽝쓰                                                         | 김찬주 | 홍석구 |
| 359  | 2월 2일  | Call                          | 서태화, 박다안                                                                            | 배창직 | 신현수 |
| 360  | 2월 16일 | 사랑팔아 닷.컴                | 유건, 조윤희, 이정, 오연서, 예학영                                                        | 문은정 | 김정민 |
| 361  | 2월 23일 | 징계위원회                    | 문수, 최수린, 조희봉, 안석환, 김광규, 이대연, 서갑숙                                      | 김정애 | 김용수 |
| 362  | 3월 8일  | 러브 헌트, 서른 빼기 셋       | 손태영, 박기웅, 박재정, 성예준, 장자연, 인호진, 윤주상, 오미연, 김병만                    | 이상희 | 윤성식 |
| 363  | 3월 15일 | 세상끝의 눈물                 | 서태화, 오수민, 최석구, 안병경, 김가람, 최고, 최건호, 김지아, 주동희 고유미 전소연 백동현 | 채혜영 | 문영진 |
| 364  | 3월 22일 | 실연 복수 전문가, 미스 조     | 장희진, 주상욱, 이은지, 김두용, 이안나, 장호일, 채병찬                                    | 유은하 | 황인혁 |
| 365  | 3월 29일 | 돈꽃                          | 정영숙, 유승봉, 이경아, 남성진, 배민희, 권오현, 경규원                                    | 이선우 | 신현수 |

## 같이 보기
| - KBS 문예극장 - KBS TV 문학관 - KBS 드라마 초대석 - KBS 논픽션 드라마 - KBS TV 문예극장 - KBS 신 TV 문학관 - KBS HDTV 문학관 - KBS 드라마게임 - KBS 드라마 스페셜 (구) - KBS 테마 드라마 - KBS 금요극장 - KBS 일요베스트 - KBS 드라마시티 - KBS 드라마 스페셜 (신) - KBS 드라마 스페셜 연작 시리즈 - KBS 웹드라마 스페셜 - KBS 청소년문학관 - KBS 가요드라마 | - MBC 베스트셀러극장 - MBC 금요극장 - MBC TV 피처 - MBC 베스트극장 - MBC 일요 드라마 극장 - MBC 드라마 페스티벌 - SBS 여성극장 - SBS 70분드라마 - SBS 오픈드라마 남과여 - JTBC 드라마페스타 - tvN 드라마 스테이지 - tvN 드라마 O'PENing |